# Union Valdôtaine

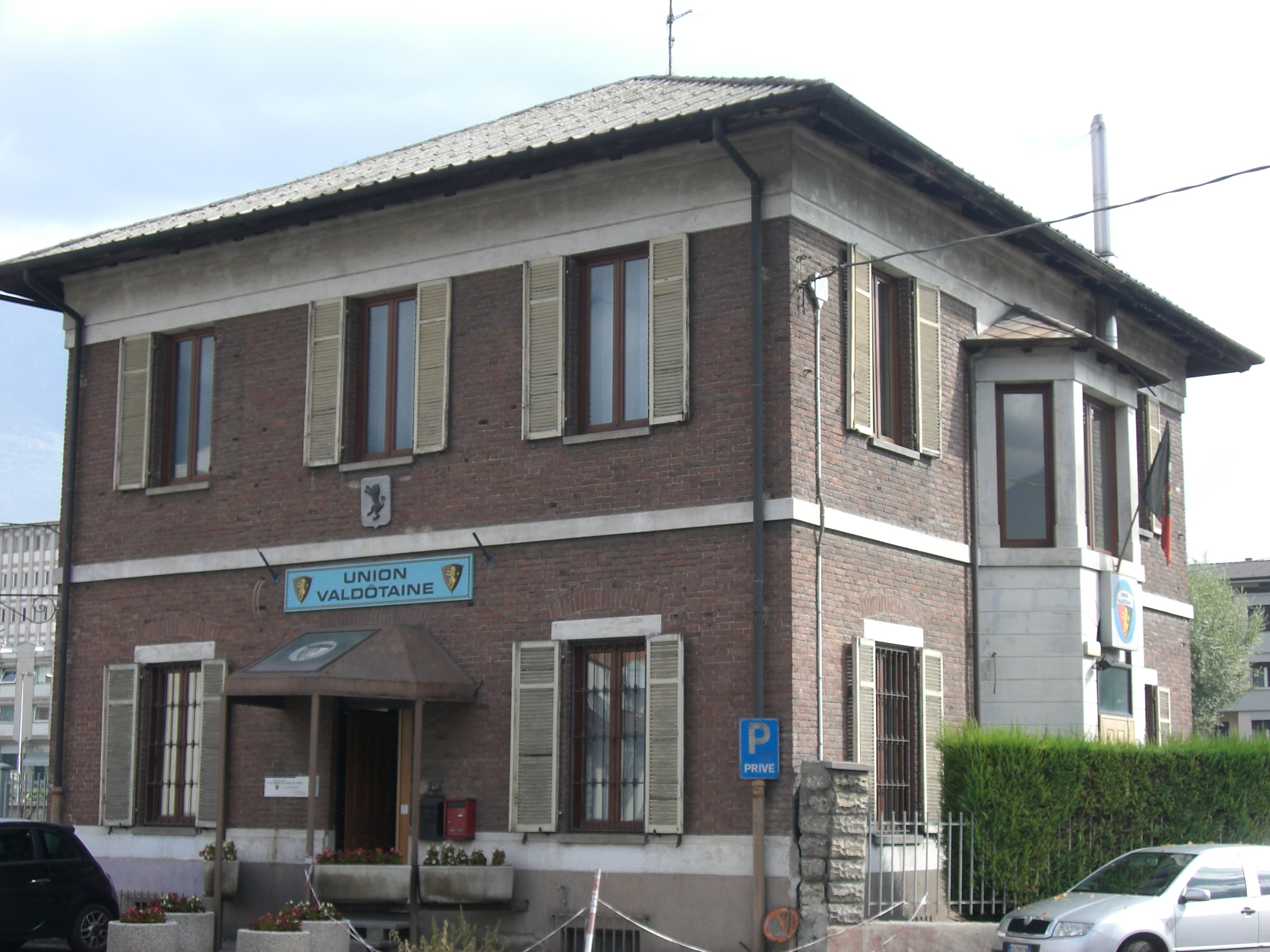
Zetel van Union Valdôtaine in Aosta

De Union Valdôtaine (Nederlands: Vereniging van Valle d'Aosta) is een Italiaanse regionale politieke partij die zich met name richt op de Franssprekende minderheid in het Aostadal (Valle d'Aosta). De Union Valdôtaine staat in nauw contact met de centrumlinkse liberale partijen.
Augusto Rollandin zit namens de partij in de Italiaanse Senaat. In de Kamer van Agevaardigden heeft Ivo Collé zitting als vertegenwoordiger van de regio Valle d'Aosta. Hij is lid van de bij de Union Valdôtaine aangesloten Stella Alpina (Alpen Ster), een christendemocratische partij verbonden met La Margherita (De Margriet). Luciano Caveri van de Union Valdôtaine is president van de Regio Val d'Aosta. Op Europees niveau is de Union Valdôtaine lid van de Europese Vrije Alliantie, een Europese partij die streeft naar maximale autonomie voor volkeren en regio's in Europa.
De partijkrant draagt de naam Le peuple Valdôtaine (Het Volk van Valle d'Aosta).